# Eduard Zwick
Eduard Zwick (* 15. August 1921 in Bakova, Banat, Rumänien; † 25. März 1998 in Bern, Schweiz) war ein rumänisch-deutscher Mediziner, der entscheidend zum Aufstieg Bad Füssings zum Badekurort in den 1960er Jahren beitrug. Mit der Begründung des dortigen, nach seinem Sohn Johannes benannten Johannesbades erwarb sich Zwick das Image des „Bäderkönigs“.
Zwick gehörte zum inneren Zirkel des Freundeskreises des langjährigen Bundesministers, CSU-Vorsitzenden und bayerischen Ministerpräsidenten Franz Josef Strauß. In den 1980er Jahren wurde er Teil der Chronique scandaleuse jener Ära und endete als Steuerflüchtling in der Schweiz.

## Leben

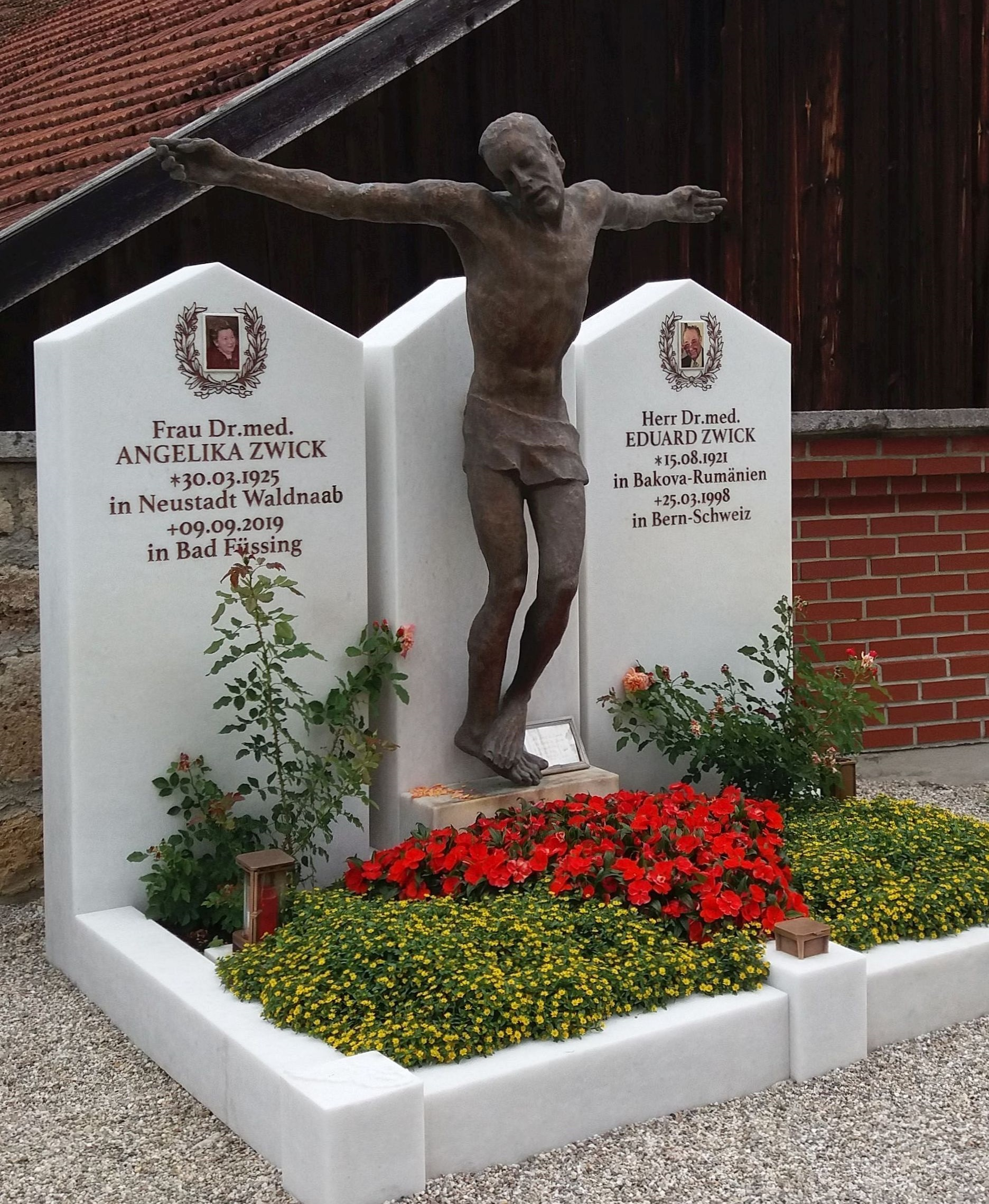
Grab von Eduard Zwick auf dem Friedhof Safferstetten in Bad Füssing

Eduard Zwick besuchte Schule und Gymnasium in Temeschburg und Mediasch. 1941 absolvierte er ein Bakkalaureat in Temeschburg und begann danach Medizin in Wien, Greifswald, Breslau und Göttingen zu studieren. Nachdem er 1945 in Eisenach vom KGB verhaftet und sechs Monate inhaftiert gewesen war, setzte er sein Medizinstudium in Greifswald fort. Das Staatsexamen absolvierte er 1948 in Göttingen, promoviert wurde er in Greifswald. In Ostberlin arbeitete er dann als Hygienebeauftragter des städtischen Schlachthofes sowie als Chefarzt einer Poliklinik. 1953 flüchtete er in die Bundesrepublik Deutschland und wurde Assistent an der Universitäts-Frauenklinik Würzburg, wo er zum zweiten Mal promoviert wurde. 1955 ging er bis 1958 als Arzt nach Sumatra, dort wurde 1955 sein Sohn Johannes geboren. In Füssing erbaute er 1961 das Sanatorium Tannenhof. Dort entstand durch Bohrung 1964 die Johannestherme, deren Leitung er 1982 an seinen Sohn Johannes übertrug.

## Steuerskandal
Anfang der 1980er Jahre hatte der Thermalbad-Unternehmer Zwick eine 
Steuerschuld von rund 41 Millionen DM zuzüglich ca. 30 Millionen DM Säumniszuschlägen. Zwick floh daraufhin mit seiner Ehefrau Angelika ins Ausland. Er hielt sich wahlweise in der Schweiz oder auf seiner „Horseshoe-Ranch“ bei Beowawe, Nordost-Nevada, auf, während sein Sohn Johannes die Geschäfte des Vaters weiterbetrieb. Das bayerische Finanzministerium schlug 1990 Eduard Zwicks Steuerschuld in Höhe von 71 Millionen DM gegen eine Zahlung von 8,3 Millionen DM nieder. Der weitgehende Verzicht des Fiskus auf die komplette Schuldsumme wurde den guten Verbindungen Zwicks zur bayerischen CSU angelastet (im Sinne der sog. Amigo-Wirtschaft), insbesondere zu Franz Josef Strauß (langjähriger Ministerpräsident Bayerns bis zu seinem Tod am 3. Oktober 1988) und zu Gerold Tandler, der in den 1980er Jahren mehrere einflussreiche Positionen bekleidete (u. a. Generalsekretär der CSU, von 1982 bis 1988 Vorsitz der CSU-Landtagsfraktion, ab Juni 1988 Minister für Wirtschaft und Verkehr). Strauß hatte Zwick für das Verdienstkreuz 1. Klasse der Bundesrepublik Deutschland vorgeschlagen. Zwick nahm den Orden nicht entgegen, da er zum vorgesehenen Zeitpunkt der Verleihung im Jahre 1983 flüchtig war.
Der Vorwurf der Beihilfe zur Steuerhinterziehung gegen Zwicks Sohn Johannes konnte Ende der 1990er Jahre wegen eingetretener Verjährung nicht weiter verfolgt werden.